# Шакунтала Деві
Шакунтала Деві (нар. 4 листопада 1929 — пом. 21 квітня 2013) — індійська письменниця і подумкова обчислювачка, відома як «людина-комп'ютер». Завдяки талантам вундеркінда потрапила у Книгу рекордів Гіннеса 1982 року.
Писала романи, роботи з математики й астрології. Одна з її робіт вважається першим дослідженням гомосексуальності в Індії.

## Біографія
Шакунтала Деві народилася у Бенгалуру (Індія). Її батько відмовився ставати священиком, приєднавшись натомість до цирку. Він помітив здатність дочки запам'ятовувати числа, коли їй було 3 роки і він вчив її картковому трюку. Згодом він залишив цирк і виступав з дочкою, показуючи її здатність до обчислення. У неї не було формальної освіти. У шість років вона демонструвала свою здатність обраховувати і запам'ятовувати в Майсурському університеті.
У 1944 році Деві переїхали до Лондона.
Деві подорожувала світом, демонструючи свої арифметичні таланти, наприклад, мала тур по Європі у 1950 році і виступ у Нью-Йорку у 1976. У 1988 році її здібності вивчав Артур Дженсен, професор психології Каліфорнійського університету в Берклі. Дженсен тестував її можливості різними завданнями, у тому числі обчисленням великих чисел, наприклад, добуванням кубічного кореня числа 61 629 875 та кореня сьомого степеня 170 859 375. Дженсен відзначив, що Деві дала відповіді на ці задачі (395 і 15, відповідно) раніше, ніж він встиг записати їх у свій записник. Результати дослідження Дженсен опублікував у науковому журналі Intelligence у 1990 році.
У 1977 у Південному методистському універстеті їй дали завдання порахувати корінь 23-го степеня з 201-цифрового числа, вона відповіла за 50 секунд. Відповідь Деві — 546 372 891 — було підтверджено обчисленнями Бюро стандартів США на комп'ютері UNIVAC 1101; для виконання цієї операції для нього була написана спеціальна програма.
18 червня 1980 року вона продемострувала множення двох 13-значних чисел — 7 686 369 774 870 × 2 465 099 745 779, — обраних випадковим чином комп'ютерною кафедрою Імперського коледжу Лондона. Деві відповіла правильно, 18 947 668 177 995 426 462 773 730, за 28 секунд Ця подія згадана у Книзі рекордів Гіннеса 1982 року.
У 1977 році вона написала книжку «Світ гомосексуалів» (The World of Homosexuals), перше дослідження гомосексуальності в Індії. У документальному фільмі For Straights Only вона говорить, що зацікавилася цієї темою через свій шлюб з гомосексуальним чоловіком.
Повернулася в Індію у середині 1960-их. Одружилася з офіцером Парітожем Банержі; вони розлучилися у 1979; мали дочку Анупаму. Деві повернулася у Бенгалуру на початку 1980-их, де й померла у 2013 році.

## Праці
Вибрані книги:
- Astrology for You (New Delhi: Orient, 2005). ISBN 978-81-222-0067-6
- Book of Numbers (New Delhi: Orient, 2006). ISBN 978-81-222-0006-5
- Figuring: The Joy of Numbers (New York: Harper & Row, 1977), ISBN 978-0-06-011069-7, OCLC 4228589
- In the Wonderland of Numbers (New Delhi: Orient, 2006). ISBN 978-81-222-0399-8
- Mathability: Awaken the Math Genius in Your Child (New Delhi: Orient, 2005). ISBN 978-81-222-0316-5
- More Puzzles to Puzzle You (New Delhi: Orient, 2006). ISBN 978-81-222-0048-5
- Perfect Murder (New Delhi: Orient, 1976), OCLC 3432320
- Puzzles to Puzzle You (New Delhi: Orient, 2005). ISBN 978-81-222-0014-0
- Super Memory: It Can Be Yours (New Delhi: Orient, 2011). ISBN 978-81-222-0507-7; (Sydney: New Holland, 2012). ISBN 978-1-74257-240-6, OCLC 781171515
- The World of Homosexuals (Vikas Publishing House, 1977), ISBN 978-0706904789[13][15]